# Bratislava-Petržalka (nádraží)
Bratislava-Petržalka

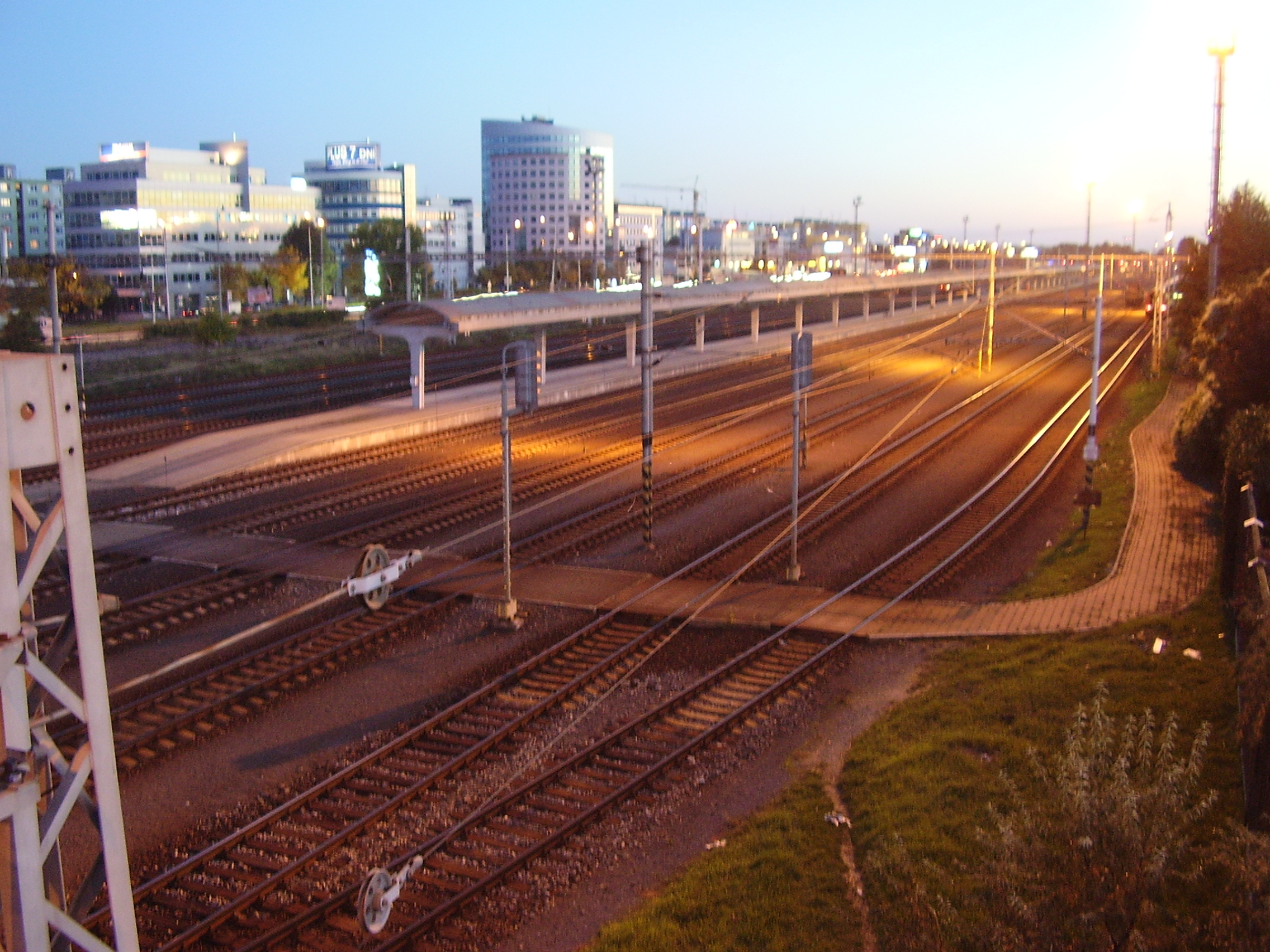
Pohled na nástupiště

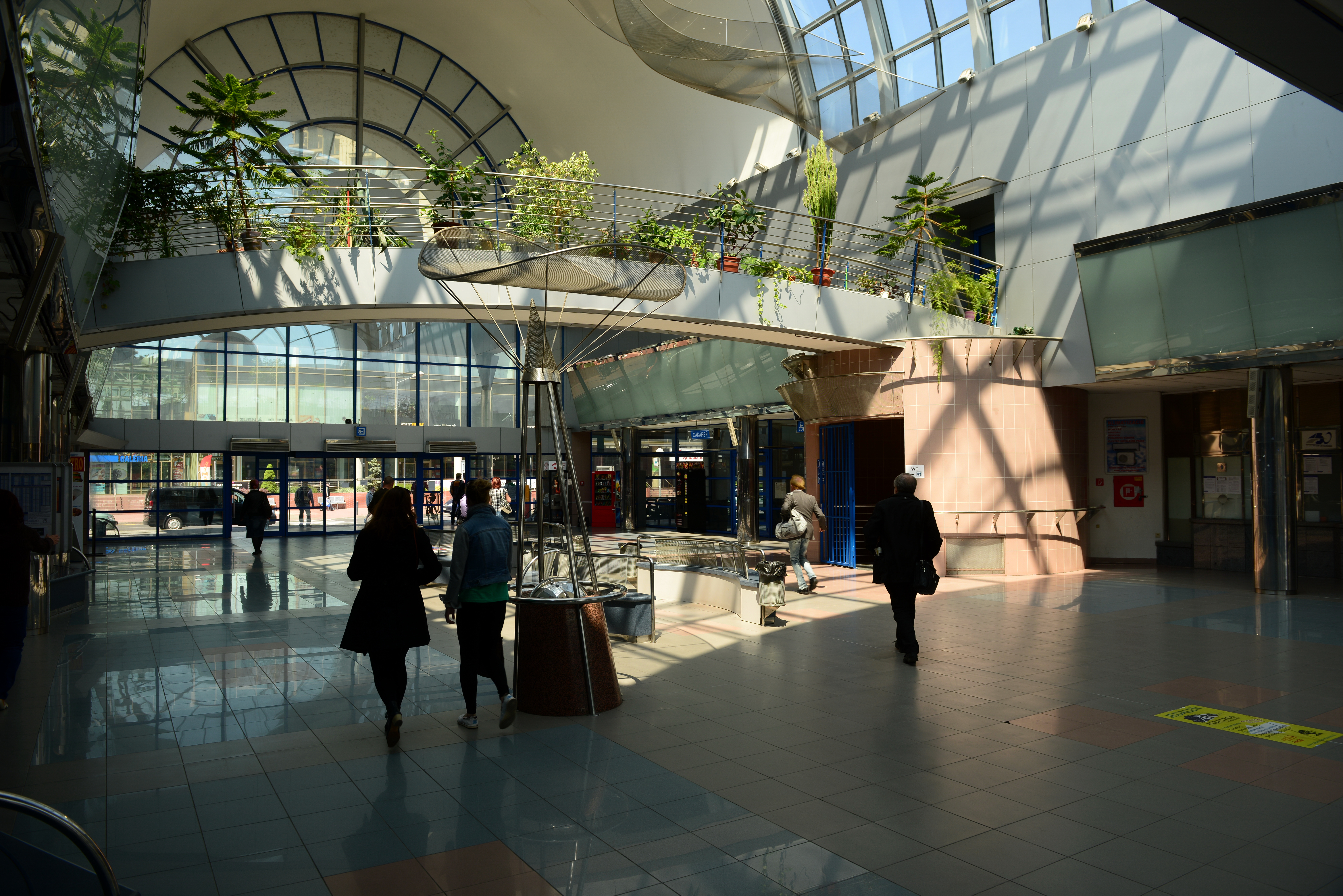
Interiér stanice

je železniční stanice v Petržalce, jedné z částí Bratislavy. Nachází se mezi Kopčianskou ulicí a Panónskou cestou. Postavena byla v r. 1897, v 90. letech 20. století byla radikálně přebudována.

## Obecný přehled
Nádraží je s centrem města spojené Petržalským korzem. Sloužilo pro spoje, které směřovaly do Maďarska, Polska a Česka (některé spoje vedoucí k jižnímu sousedovi Slovenska však vyjížděly také z hlavní stanice), ale zejména pro vlaky do Vídně. Od změny jízdních řádů ke dni 12. 12. 2010 byly zrušeny všechny vlaky směr Maďarsko a omezené vnitrostátní vlaky směr Bratislava-Nové Mesto. Od další změny jízdních řádů v prosinci 2011 byly zrušeny také všechny osobní vlaky v úseku Bratislava-Nové Mesto – Bratislava-Petržalka. Od té doby ve stanici zastavují pouze regionální vlaky z/do Vídně, které ve stanici končí. Též sem mají výhledově vést i spoje TGV z Paříže a Mnichova po větvi Transevropské dopravní sítě TEN-T 17.
Z technického hlediska je stanice zajímavá tím, že se zde setkávají dvě soustavy trakčního napětí – jihoslovenská 25 kV 50 Hz a rakouská 15 kV 16,7 Hz.

## Nástupiště
Nádraží má 1 ostrovní nástupiště s průjezdnými kolejemi (2 nástupištní hrany) a jedno jednostranné nástupiště u výpravní budovy. Jednotlivá nástupiště jsou propojena podchody.

## Železniční tratě
Nádražím prochází tyto železniční tratě:
- Bratislava – Kittsee – Wien (101)
- Bratislava – Rusovce – Rajka (132)